# Teoría de los tests
La teoría de los tests es una área subordinada de la teoría de la medida y se utiliza,  entre otros campos, en la psicología diferencial y en el diagnóstico psicológico.
En la psicometría, la teoría de los tests se basa en un modelo matemático que permite esperar ciertas relaciones estadísticas entre determinadas características y los valores empíricos medidos por los tests. Tras la administración de un test, estas características se desprenden de sus resultados con el apoyo de la teoría. Además la teoría aporta criterios de eficiencia en el proceso diagnóstico, que pueden evaluarse mediante la calidad los tests. El principal campo de aplicación de la teoría es entonces la construcción de tests psicológicos, más precisamente, el diseño de tests optimizados en correspondencia con los criterios de calidad.
Las más conocidas son la teoría clásica de los tests y la teoría probabilística de los tests (Item-Response-Theorie).

## Notación de los tests que miden el mismo constructo
Dos tests para medir igual constructo pueden encontrarse en alguna de las siguientes relaciones mutuas:
- Tests congéneres: La esperanza del test, el "valor verdadero" de uno de los tests es una función lineal del otro: τ'=α*τ+β
- Prácticamente τ-equivalentes: El "valor verdadero" de los tests se diferencian solo por una constante: τ'=τ+β
- Tests τ-equivalentes: Los "valores verdaderos coinciden: τ'=τ
- Tests paralelos: Los tests son τ-equivalentes y también la dispersión de las medidas es igual: τ'=τ;ε'=ε